# Alucítids
Els alucítids (Alucitidae) són una família de lepidòpters ditrisis de la superfamília dels alucitoïdeus (Alucitoidea). Les larves s'alimenten de plantes del gènere Lonicera.
Són arnes amb les ales modificades d'una manera poc comuna: tenen unes sis espines rígides, amb uns radis flexibles, que tenen una estructura que recorda a la de les plomes dels ocells.

## Sistemàtica
La família Alucitidae inclou 216 espècies repartides en 9 gèneres:
- Alinguata
- Alucita
- Hebdomactis
- Hexeretmis
- Microschismus
- Paelia
- Prymnotomis
- Pterotopteryx
- Triscaedecia